# Rinaldo Barlassina
Rinaldo Barlassina (Novara, 2 maggio 1898 – Bergamo, 23 dicembre 1946) è stato un arbitro di calcio italiano.
Era il fratello minore di Primo Barlassina, la cui carriera arbitrale fu quasi coincidente con la sua.

## Biografia
Originario di Granozzo con Monticello, diplomato geometra e poi assicuratore, diventò nel 1917 consigliere del F.B.S. Novara, che lo scelse come arbitro e lo inviò in Federazione.
Iniziò ad arbitrare nel 1920.
Debuttò in massima serie nel 1924 e diresse la prima di oltre 60 gare internazionali nel 1927. Fu selezionato nell'agosto 1936 per le Olimpiadi berlinesi dove arbitrò la gara Perù-Finlandia 7-3 e diresse 4 gare dei campionati mondiali (tre nel 1934: Ungheria-Egitto 4-2 a Napoli, Germania-Svezia 2-1 a Milano e la semifinale Cecoslovacchia-Germania 3-1 a Roma, e una nel 1938, il quarto di finale tra Ungheria e Svizzera, 2-0 a Lille)  record per un fischietto italiano eguagliato da Luigi Agnolin nel 1990 e superato da Pierluigi Collina nel 2002.
Vanta oltre 200 presenze in Serie A. Fu protagonista di due finali della Coppa dell'Europa Centrale (entrambe in gare di ritorno), ovvero nel 1931 (First Vienna-Wiener AC 2-1) e nel 1936 (AC Sparta Praha-FK Austria 0-1).
Dal 1932 al 1942, quale assicuratore delle Assicurazioni Generali di Venezia, propugnò e compilò in collaborazione con La Gazzetta dello Sport la realizzazione dell'Agendina del calcio, agendine che presero comunemente il suo nome (le Barlassina). La Gazzetta le vendeva ancora ne primi anni '70 perché ne erano stati tirati moltissimi esemplari. Nel 1937 ricevette il Premio Giovanni Mauro quale miglior arbitro della stagione precedente.
Morì a Bergamo a 48 anni, per i postumi di un incidente stradale.